# Hyphessobrycon eques
Hyphessobrycon eques , Tetra Serpae o Tetra gota de sangre  es una especie de pez de la familia Characidae en el orden de los Characiformes.

## Morfología
Los machos pueden llegar alcanzar los 4/5 cm de longitud total. Descrito por Steindachner en 1882 y para la acuariofilia en 1953, se trata de una especie semi pacífica de comportamiento gregario por lo que debe ser mantenida en acuario en grupo. Habita la zona media baja del acuario y presenta el problema de mordisquear las aletas de especie de natación más lenta.

## Reproducción
Es ovíparo.

## Alimentación
Come gusanos, crustáceos, insectos y  plantas.

## Hábitat
Vive en zonas de clima tropical entre 22 °C - 26 °C de temperatura.

## Distribución geográfica
Se encuentran en Sudamérica:  cuencas de los ríos  Amazonas,  Guaporé, Paraguay y cuenca del Paraná hasta el Río de la Plata.